# District de Xixia
Pour les articles homonymes, voir Xixia (homonymie).
Le district de Xixia (西夏区 ; pinyin : Xīxià Qū) est une subdivision administrative de la région autonome du Ningxia en Chine. Il est placé sous la juridiction de la ville-préfecture de Yinchuan.